# زمین‌لرزه ۲۰۰۰ ایرلند نو
زمین‌لرزه ایرلند نو  در تاریخ ۱۶ نوامبر ۲۰۰۰ میلادی، برابر با ‎۲۶ آبان ۱۳۷۹، ساعت ۴:۵۴:۵۶ به زمان یوتی‌سی در پاپوآ گینه نو، منطقه استان ایرلند نو رخ داد. ژرفای این زلزله ۲۷٫۶ کیلومتر بود، و بزرگی آن ۸ در مقیاس Mw اعلام شده‌است. زمین‌لرزه به وقت محلی در روز پنج‌شنبه، ساعت ۱۴ روی داده و منطقه زمانی آن یوتی‌سی +۱۰ بوده‌است .
سازمان زمین‌شناسی آمریکا نیز رومرکز این زمین‌لرزه را در مختصات ۳°۵۸′۴۸″جنوبی ۱۵۲°۱۰′۰۸″شرقی / ۳٫۹۸°جنوبی ۱۵۲٫۱۶۹°شرقی و ژرفای آن را در ۳۳ کیلومتر گزارش کرده‌است. بزرگی برگزیدهٔ این سازمان از میان بزرگی‌های محاسبه‌شدهٔ مختلف ۸ در مقیاس Mw بوده و از دید اثر، در میان چهار دسته‌بندی «نامحسوس»، «محسوس»، «زیان‌آور» یا «با تلفات»، زلزله را «با تلفات» اعلام کرده‌است.رانش زمین در آن به وجود آمده‌است.سونامی نیز در این زلزله گزارش شده‌است.
پروژهٔ «تنسور گشتاور مرکزوار» زاویه‌های (راستا، شیب، ریک) گسل سازندهٔ زمین‌لرزه و صفحه عمود بر آن را (°۳۲۸، °۴۳، °۳) یا (°۲۳۶، °۸۸، °۱۳۳) و نوع گسل را «امتدادلغز» فرارسانده‌است.
شمار کشتگان زلزله حدود ۱ نفر بوده‌است.بی‌خانمان شدگان نیز ۵۰۰۰ نفر اعلام شده‌است.